# Fernmeldeturm Hennstedt
Der Fernmeldeturm Hennstedt ist ein 1973 errichteter Fernmeldeturm der Deutschen Telekom AG in Stahlbetonbauweise in Hennstedt
im Kreis Steinburg in Schleswig-Holstein.
Der als Typenturm vom Typ FMT 2 ausgeführte Turm steht 74 Meter über NN auf dem Berg Stilker und hat eine Gesamthöhe von 158 Metern. Der der Öffentlichkeit nicht zugängliche Turm diente früher als Grundnetzsender für RTL und Sat.1 beim analog-terrestrischen Empfangssystem. Der Fernmeldeturm wird heute zur Verteilung von Richtfunk, sowie als Mobilfunksender genutzt. Von 1987 bis 2004 war auf der Turmspitze ein 22 Meter hoher selbsttragender GFK-Antennenzylinder montiert.
In der Region ist der Turm vom Boxberg, vom Aussichtsturm Ketelvierth in Großenaspe und auch vom Luisenberger Turm

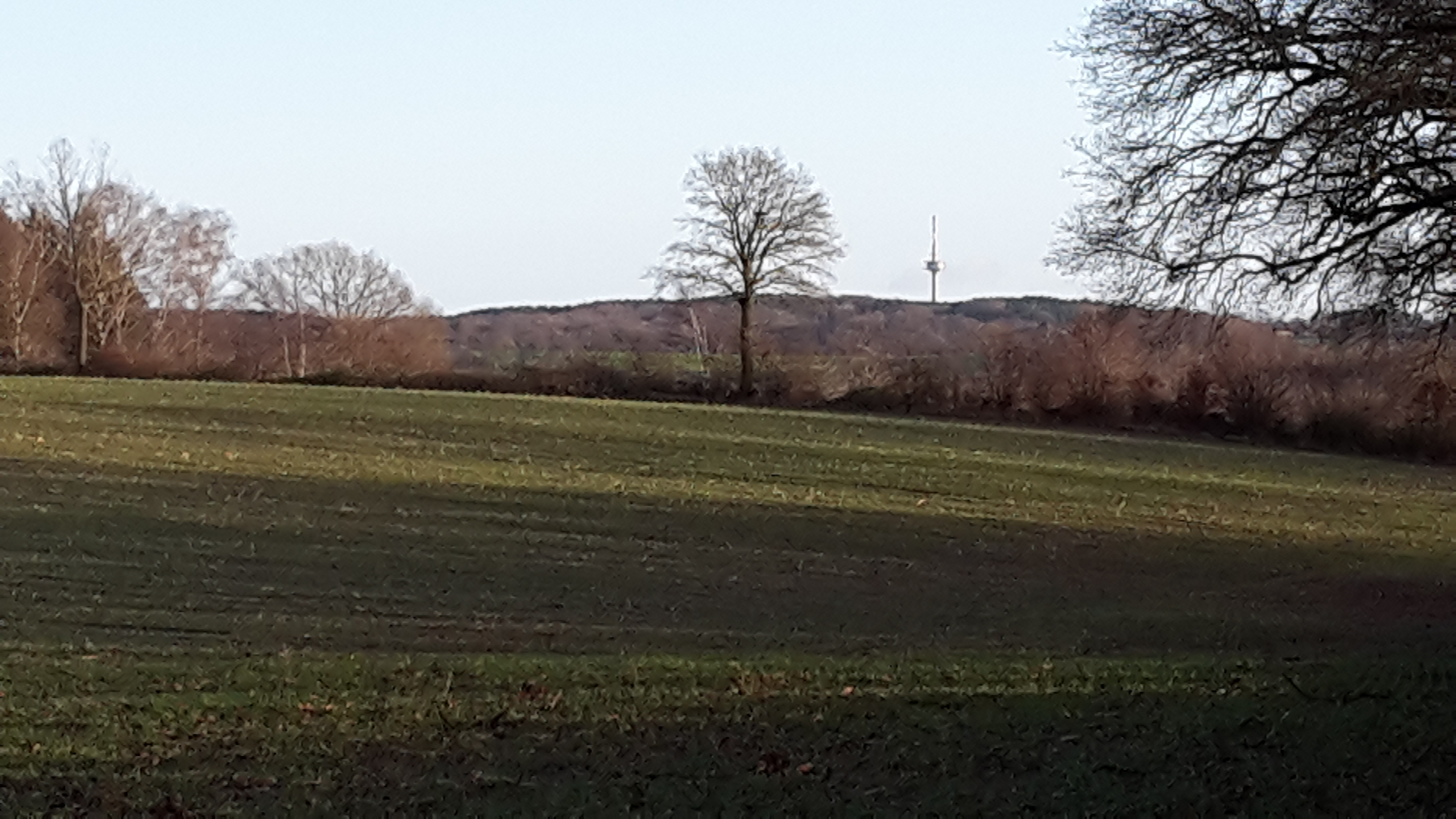
Blick von Grauel Richtung Hennstedt

in Kellinghusen gut zu sehen.

## Frequenzen und Programme

### Analoges Fernsehen (PAL)
Vor der Umstellung auf DVB-T wurden von hier ausgestrahlt:
| Kanal | Frequenz (MHz) | Programm                            | ERP (kW) | Sendediagramm rund (ND)/ gerichtet (D) | Polarisation horizontal (H)/ vertikal (V) |
| ----- | -------------- | ----------------------------------- | -------- | -------------------------------------- | ----------------------------------------- |
| 49    | 695,25         | Sat.1 (Hamburg/Schleswig-Holstein)  | 100      | D                                      | H                                         |
| 59    | 775,25         | RTL Television (Schleswig-Holstein) | 100      | D                                      | H                                         |